# Aspidopterys elliptica
Aspidopterys elliptica är en tvåhjärtbladig växtart som först beskrevs av Bi., och fick sitt nu gällande namn av Adrien Henri Laurent de Jussieu. Aspidopterys elliptica ingår i släktet Aspidopterys och familjen Malpighiaceae. Inga underarter finns listade i Catalogue of Life.